# Elektrownia węglowa

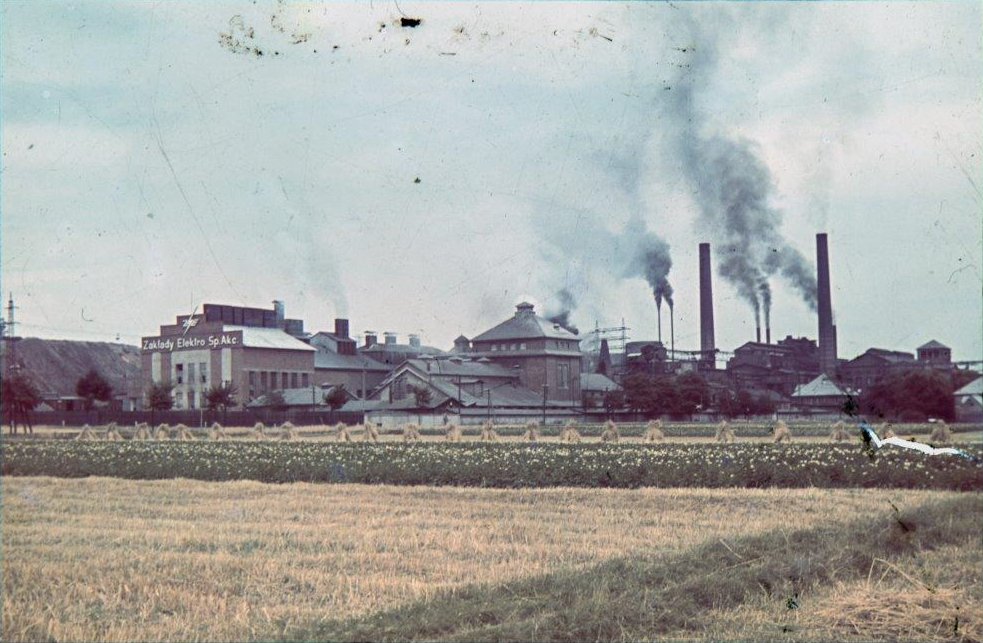
Elektrownia węglowa w Łaziskach Górnych w województwie śląskim przed II wojną światową

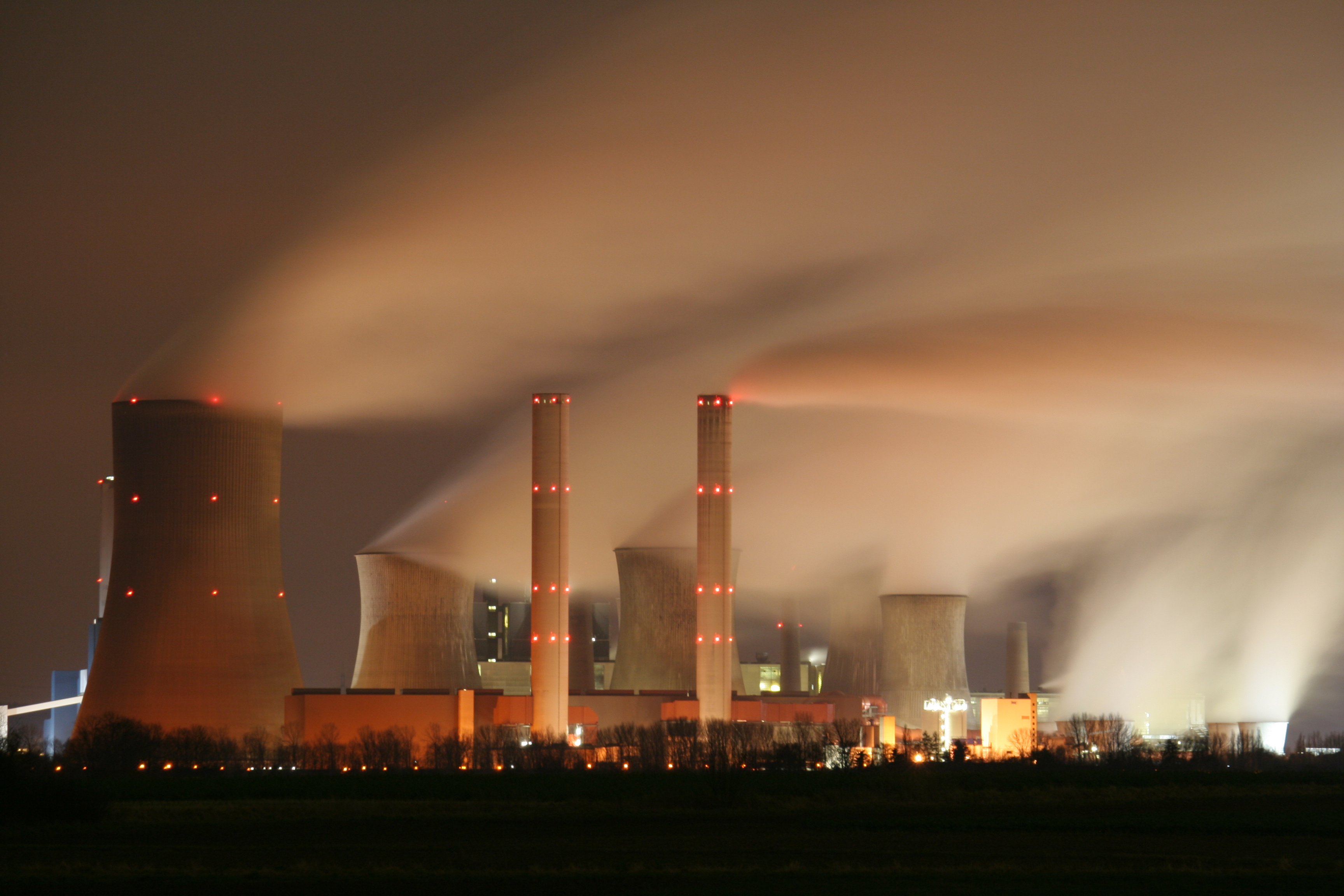
Elektrownia Niederaussem w Bergheim

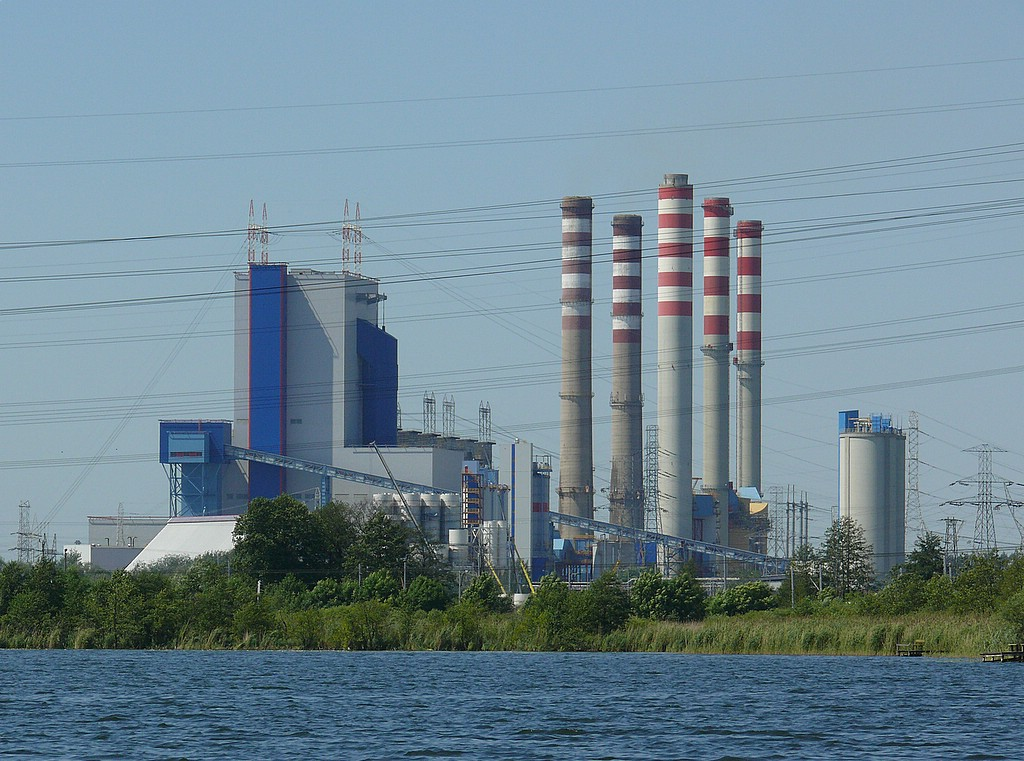
Elektrownia węglowa Pątnów w Koninie

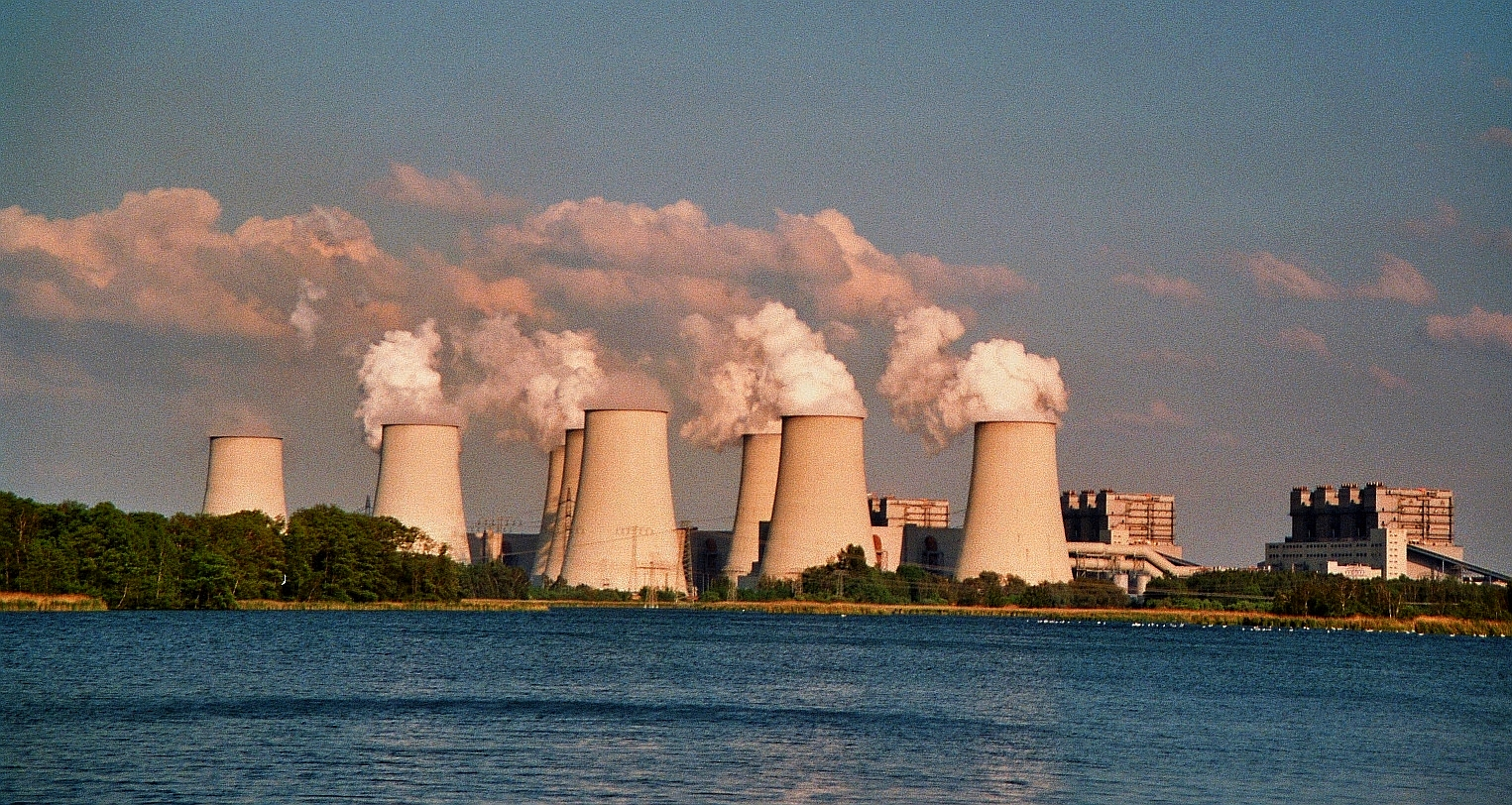
Elektrownia Jänschwalde przy granicy z Polską

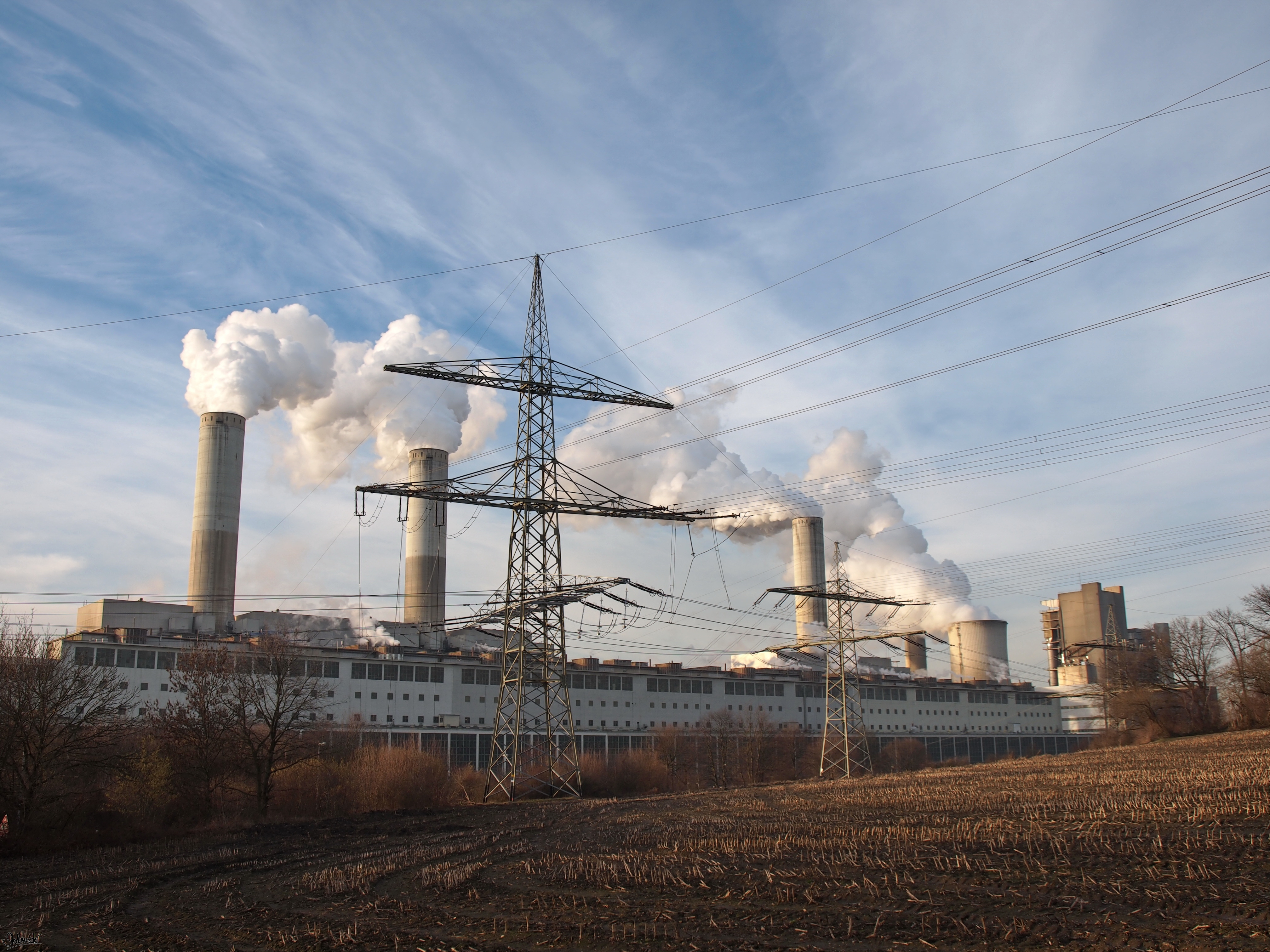
Niemiecka Elektrownia Frimmersdorf

Elektrownia węglowa – elektrownia cieplna, w której paliwem jest węgiel brunatny lub węgiel kamienny.

## Budowa
Elektrownia węglowa jest elektrownią parową, w której głównymi podzespołami biorącymi udział w konwersji energii są:
- kocioł parowy,
- turbina parowa kondensacyjna,
- skraplacz,
- pompa zasilająca.

W celu podniesienia sprawności cieplnej obiegu termodynamicznego stosowane są zwykle następujące podzespoły:
- przegrzewacz wtórny (nieraz stosowane są dwa przegrzewacze wtórne),
- podgrzewacze regeneracyjne w ilości zwykle od 5 do 11.

Ponieważ spaliny powstałe ze spalania węgla zawierają zwykle szkodliwe związki siarki i azotu oraz pył, więc konieczne jest stosowanie instalacji odsiarczania, odazotowania i odpylania spalin.
W Polsce znaczna większość energii elektrycznej (w 2018 r. ok. 80%) pozyskiwana jest w elektrowniach węglowych.

Schemat przykładowej elektrowni węglowej. 1. Chłodnia kominowa 2. Pompa skroplin 3. Sieć przesyłowa 4. Transformator blokowy 5. Generator 6. Część niskoprężna turbiny 7. Pompa wody zasilającej 8. Skraplacz 9. Część średnioprężna turbiny 10. Schładzacz pary 11. Część wysokoprężna turbiny 12. Odgazowywacz 13. Podgrzewacz 14. Podajnik węgla 15. Zbiornik węgla 16. Młyn węglowy 17. Walczak 18. Zbiornik popiołu 19. Przegrzewacz pary 20. Wentylator powietrza 21. Międzystopniowy przegrzewacz pary 22. Czerpnia powietrza 23. Podgrzewacz wody 24. Podgrzewacz powietrza 25. Filtr spalin 26. Dmuchawa spalin 27. Komin

## Wpływ na zdrowie i środowisko
Spalanie węgla jest jedną z najbardziej zanieczyszczających środowisko metod produkcji energii. Powoduje znaczne pogorszenie jakości powietrza poprzez emisje toksycznych substancji, takich jak między innymi SO2, NOx, drobnych i dużych pyłów (PM10 i PM2,5) oraz metali ciężkich takich jak np. rtęć i kadm. Uwalniany do atmosfery w trakcie spalania węgla dwutlenek węgla powoduje nasilenie efektu cieplarnianego i w konsekwencji ocieplenie klimatu. Wydobywanie i spalanie węgla powoduje poważne niedobory i zanieczyszczenie wody, poprzez ingerencję w przepływ wód gruntowych i podziemnych, a także wylewanie ścieków, które oddziałują na rzeki, roślinność i zwierzęta. Spalanie węgla przyczynia się także do powstawania kwaśnych deszczów.
| Zanieczyszczenie                          | Węgiel kamienny | Węgiel brunatny | Ropa naftowa | Gaz ziemny |
| ----------------------------------------- | --------------- | --------------- | ------------ | ---------- |
| CO2 (g/GJ)                                | 94 600          | 101 000         | 77 400       | 56 100     |
| SO2 (g/GJ)                                | 765             | 1361            | 1350         | 0,68       |
| NOx (g/GJ)                                | 292             | 183             | 195          | 93,3       |
| CO (g/GJ)                                 | 89,1            | 89,1            | 15,7         | 14,5       |
| Cząstki stałe (g/GJ)                      | 1203            | 3254            | 16           | 0,1        |
| Łączna objętość gazów spalinowych (m³/GJ) | 360             | 444             | 279          | 272        |

W 2008 roku Europejska Agencja Środowiska opublikowała raport, w którym udokumentowano emisje zanieczyszczeń wyprodukowanych przez elektrownie konwencjonalne na terenie Unii Europejskiej. Z raportu WWF z 10 maja 2007 wynika, że elektrowniami, które emitują do atmosfery największe ilości zanieczyszczeń w Polsce są: Elektrownia Bełchatów, Elektrownia Turów, Elektrownia Kozienice oraz Elektrownia Rybnik. Do największych emitentów CO2 w Unii Europejskiej należą jednak Niemcy. We wspomnianym rankingu w pierwszej dziesiątce znajduje się 6 niemieckich elektrowni węglowych, dwie greckie oraz po jednej z Polski i Hiszpanii.
| Ranking | Elektrownia     | Kraj      | Paliwo          | Powstanie            | Operator     | Emisja relatywna w g/kWh | Emisja absolutna w mln ton |
| ------- | --------------- | --------- | --------------- | -------------------- | ------------ | ------------------------ | -------------------------- |
| 1       | Agios Dimitrios | Grecja    | Węgiel brunatny | 1984–1986, 1997      | DEH          | 1350                     | 12,4                       |
| 2       | Kardia          | Grecja    | Węgiel brunatny | 1975, 1980–1981      | DEH          | 1250                     | 8,8                        |
| 3       | Niederaußem     | Niemcy    | Węgiel brunatny | 1963–1974, 2002      | RWE          | 1200                     | 27,4                       |
| 4       | Jänschwalde     | Niemcy    | Węgiel brunatny | 1976–1989            | Vattenfall   | 1200                     | 23,7                       |
| 5       | Frimmersdorf    | Niemcy    | Węgiel brunatny | 1957–1970            | RWE          | 1187                     | 19,3                       |
| 6       | Weisweiler      | Niemcy    | Węgiel brunatny | 1955–1975            | RWE          | 1180                     | 18,8                       |
| 7       | Neurath         | Niemcy    | Węgiel brunatny | 1972–1976            | RWE          | 1150                     | 17,9                       |
| 8       | Turów           | Polska    | Węgiel brunatny | 1965–1971, 1998–2004 | BOT GiE S.A. | 1150                     | 13,0                       |
| 9       | As Pontes       | Hiszpania | Węgiel brunatny | 1972–1976            | ENDESA       | 1150                     | 9,1                        |
| 10      | Boxberg         | Niemcy    | Węgiel brunatny | 1979–1980, 2000      | Vattenfall   | 1100                     | 15,5                       |

### Zanieczyszczenie powietrza
Komisja Europejska 21.11.2011 r. pozwała Polskę do Europejskiego Trybunału Sprawiedliwości, zarzucając brak postępów we wdrażaniu dyrektywy 2008/50/WE Parlamentu Europejskiego i Rady z dnia 21 maja 2008 r. w sprawie jakości powietrza i czystszego powietrza dla Europy (CAFE), która powinna była zostać zaimplementowana przez Polskę do 11.07.2010. Dyrektywa wymaga, by poziom PM10 (większych cząstek) nie przekraczał 50 miligramów/m³ częściej niż 35 razy w roku. Jednakże poziom PM10 w polskich miastach, takich jak Rybnik czy Jaworzno, przekracza dozwolony poziom znacznie częściej. Grupa mieszkańców Rybnika pozwała Polskę z powodu złej jakości powietrza oraz braku planów poprawienia sytuacji. Jak wynika z raportów Światowej Organizacji Zdrowia (WHO), długotrwałe narażenie na działanie pyłu zawieszonego PM2,5 skutkuje skróceniem średniej długości życia (krótkotrwała ekspozycja na wysokie stężenia pyłu PM2,5 powoduje wzrost liczby zgonów z powodu chorób układu oddechowego i krążenia oraz wzrost ryzyka nagłych przypadków wymagających hospitalizacji). Szacuje się, że życie przeciętnego mieszkańca Unii Europejskiej jest z tego powodu krótsze o ponad 8 miesięcy, a życie przeciętnego Polaka – o 10 miesięcy.

### Dwutlenek węgla
W 2015 roku produkcja energii odpowiadała za 42% światowych emisji dwutlenku węgla. 72% emisji w tym sektorze pochodziło ze spalania węgla. Spośród paliw kopalnych, spalanie węgla powoduje największe emisje dwutlenku węgla przypadające na jednostkę wyprodukowanej energii.
Emisje mogą być redukowane poprzez większą efektywność oraz wyższe temperatury spalania, a także poprzez zwiększenie efektywności energetycznej. Kolejną alternatywą jest system sekwestracji dwutlenku węgla, jednakże ta technologia jest wciąż rozwijana i zwiększa koszty produkcji energii z paliw kopalnych. Bez wzrostu cen emisji dwutlenku węgla sekwestracja węgla może okazać się ekonomicznie nieopłacalna.

### Kwaśne deszcze
Emitowane przez elektrownie węglowe tlenek azotu i dwutlenek siarki powodują powstawanie kwaśnych deszczów. Te gazy są słabo kwasowe jednakże w wyniku reakcji z powietrzem przekształcają się w związki kwasowe jak kwas siarkawy, kwas azotowy i kwas siarkowy, które następnie spadają na ziemię w postaci kwaśnego deszczu.

### Cząstki stałe
Problemem związanym ze spalaniem węgla są emisje cząstek stałych, które mają bardzo poważny wpływ na zdrowie ludzi.
Cząstki stałe pochodzące z elektrowni spalających węgiel mogą być szkodliwe i mieć negatywny wpływ na zdrowie. Badania wykazały, że narażenie na cząstki stałe jest powiązane ze zwiększoną śmiertelnością na choroby kardiologiczne i układu oddechowego. Cząstki stałe mogą podrażniać drogi oddechowe i płuca, co prowadzi do wzmożonych problemów z astmą, chronicznego zapalenia oskrzeli, niedrożności układu oddechowego, problemów z oddychaniem.
Istnieją różne rodzaje cząstek stałych, w zależności od składu chemicznego i rozmiarów. Dominującą formą cząstek stałych pochodzących ze spalania węgla jest pył węglowy, kolejnymi są siarczany i azotany. Pył węglowy jest tym co pozostaje po spaleniu węgla, a więc składa się z cząstek węgla, które nie ulegają spaleniu. Rozmiar i skład chemiczny tych cząstek wpływa na zdrowie człowieka. Niestety wciąż nieznane są te rodzaje cząstek stałych, które powodują największe szkody, co sprawia trudność we wprowadzeniu odpowiedniej legislacji w tej sprawie.
Istnieje kilka metod, które pomagają ograniczyć emisję cząstek stałych z elektrowni węglowych. Prawie 80% pyłu opada do zbiornika pyłowego, jednakże reszta pyłu przedostaje się do atmosfery.

### Zanieczyszczenie środowiska
Badania dotyczące zanieczyszczenia w Stanach Zjednoczonych opublikowane w sierpniu 2010 roku przez organizację Earthjustice, Sierra Club oraz Projekt Integracji Środowiska wykazały, że pył węglowy wyprodukowany przez elektrownie spalające węgiel w 21 stanach zanieczyścił glebę i wodę substancjami toksycznymi, które zawierały takie trucizny, jak arszenik i ołów. Zanieczyszczenie pyłem węglowym jest łączone z chorobami układu oddechowego, a także innymi problemami zdrowotnymi.

## Elektrownie węglowe na świecie
Ze względu m.in. na tańsze możliwości podnoszenia efektywności energetycznej oraz rosnącą dostępność taniejących odnawialnych źródeł energii czy krajowe i międzynarodowe regulacje i porozumienia dotyczące ochrony środowiska i klimatu, spadają globalne inwestycje w budowę nowych elektrowni węglowych. Raport „Boom&Bust 2018 – analiza światowej energetyki węglowej” podkreśla, że w latach 2017 i 2016 wszystkie najważniejsze wskaźniki opisujące sytuację energetyki węglowej na świecie znacząco spadły. W 2017 w stosunku do 2015 spadki w liczbie inwestycji w elektrownie węglowe na świecie wyniosły: EW oddane do użytku – 41%, EW w budowie – 38%, rozpoczęcie budów EW – 73% oraz planowane budowy EW – 59%. Największy wpływ na ten megatrend mają ograniczenia węglowych inwestycji wprowadzane przez władze Chin oraz kontynuacja wycofywania się sektora prywatnego z inwestowania w wytwarzanie energii z węgla w Indiach.